# Iraqgate
Iraqgate refere-se a alegações de que os presidentes dos Estados Unidos Ronald Reagan e George H. W. Bush construíram de maneira ilícita as forças armadas do Iraque até a invasão do Kuwait por Saddam Hussein em 1990. As acusações receberam atenção da mídia no início dos anos 1990 e são periodicamente utilizadas até hoje.

Por causa de temores de que o Irã revolucionário poderia derrotar o Iraque e exportar a sua revolução islâmica para outras nações do Oriente Médio, os Estados Unidos começaram a dar ajuda ao Iraque durante a Guerra Irã-Iraque, incluindo no valor de vários bilhões de dólares de ajuda econômica, venda de tecnologia de dupla utilização, armamento de origem não estadunidense, inteligência militar, treinamento de operações especiais e envolvimento direto na guerra contra o Irã.  
Em 9 de junho de 1992, Ted Koppel relatou em Nightline, da ABC, que "as administrações Reagan / Bush, permitiram e frequentemente incentivaram o fluxo de dinheiro, créditos agrícolas, tecnologias de dupla utilização, substâncias químicas e armas para o Iraque." 
Em 1983, o Iraque foi adicionado ao programa Commodity Credit Corporation (CCC), dirigido pelo Departamento de Agricultura dos Estados Unidos, que emitia créditos a países para a compra de produtos agrícolas dos Estados Unidos. 
Esta política amistosa para com o Iraque seria reexaminada pelo Congresso dos Estados Unidos em 1988, após o gaseamento de milhares de curdos pelo regime de Saddam Hussein. Apesar dessa reavaliação congressional, Reagan e posteriormente Bush continuariam a manter boas relações com o Iraque, inclusive aumentando as ligações financeiras com o país a partir de 1989.
Essa assistência econômica do governo dos Estados Unidos teria permitido que Hussein continuasse usando os recursos para a guerra, que de outra forma poderiam ter sido desviados.
Por exemplo, entre 1983 e 1990, o Iraque recebeu cerca de US $ 4 bilhões em garantias de crédito à exportação a partir do programa Commodity Credit Corporation, que teria sido usado para comprar armas ilegalmente.
A mídia apelidaria o escândalo de “Iraqgate” como uma alusão ao caso Watergate. Após quatro anos de investigações, não foi encontrada nenhuma evidência de que o governo agiu ilegalmente.